# ハンブルク
ハンブルク（ドイツ語: Hamburg [ˈhambʊʁk] ( 音声ファイル), 現地発音[ˈhambʊɪ̯ç] ( 音声ファイル)、低ザクセン語・低地ドイツ語: Hamborg (Hamborch) [ˈhambɔːç]  音声）は、ドイツ第二の都市。正式名称は自由ハンザ都市ハンブルク（Freie und Hansestadt Hamburg）。
ドイツ北部、北海のエルベ川河口から100 kmほどにある世界都市。ロッテルダムやアントワープと並ぶ欧州最大級の港、ハンブルク港を擁する港湾都市で、国際海洋法裁判所の所在地である。人口はドイツ第2位の約194万人で、欧州連合（EU）内では第6位、非首都では最大である。周囲のニーダーザクセン州、シュレスヴィヒ＝ホルシュタイン州、メクレンブルク＝フォアポンメルン州の諸都市とともにハンブルク大都市圏を形成しており、その人口は510万人を超える。
中世の時代からハンザ同盟の主要都市の一つとして発展してきた。その自由帝国都市としての歴史を反映する形で、現在でも一市単独で連邦州（ラント）を構成する特別市（都市州）となっている。
北ドイツおよび北ヨーロッパの交通の要衝である。前述のハンブルク港の存在に加え、ハンブルク中央駅はドイツ最大の利用者数を誇り、北海・バルト海・デンマーク・スカンジナビア半島方面から中央ヨーロッパへのゲートウェイの一つとなっている。
ベルリンと並ぶメディアの中心地で、公共放送局NDRや、ドイツを代表する全国紙「DIE ZEIT」、ニュース雑誌「DER SPIEGEL」、ドイツ最大の通信社DPAなど、国際的に権威のあるメディア企業が本社をハンブルクに置いている。国民的ニュース番組『ターゲスシャウ』はハンブルク制作である。またフランクフルト・アム・マインに次ぐ国内第二の金融センターでもあり、ドイツ最古のハンブルク証券取引所や、世界最古の商業銀行であるベレンベルク銀行がある。その他、ハンブルクに本社・主要拠点を置く企業には、エアバス、ルフトハンザ、ハパックロイド、バイヤスドルフ、ユニリーバ、スタインウェイ・アンド・サンズ、EDEKAなどがある。

## 地名の発音と由来
ドイツ語ではこの語尾の "g" は無声音のため、正確な仮名転写は「ハンブルク」となるが、日本では「ク」を「グ」と表記することがある。現地では、低地ドイツ語系の低ザクセン語で「ハンボーホ」、あるいは低ザクセン語に属するハンブルク低地ドイツ語すなわちハンブルク方言で「ハンブイヒ」([ˈhambʊɪç]) とも発音される。
　この地名の最も古い形は、834年 古高ドイツ語 ’Hammaburg’で、高い乾燥した砂地の岬にあるカロリング朝の城塞を意味する。’burg’ は「城塞」を意味するが、’Hamma’ は、(英語のハムストリングスのハムと同様) 「大腿裏、膝窩（しっか）」から転じて「角、湾曲、湾」の意味か、またはこの地域で話される中低ドイツ語 ’hamme’の古い形で「（柵、堀などで）囲われた牧場あるいは（魚や鳥の）餌場」の意味だとされる。漢字表記は日本語でも中国語でも同一表記の「漢堡」であるが、これは「Hamburg」の音を移したもので、「堡」は「とりで」の意味だから「burg」にも通ずる。英語では“ハンバーグ”に近い 発音をするが、日本で言う肉料理のハンバーグのことはハンバーグ・ステーキと呼んで区別している。フランス語では「Hambourg」（アンブール）と表記・発音される。

## 地理

### 位置
エルベ川の支流・アルスター川の河口にある港湾都市で、ドイツ北部における経済の中心地。
シュレースヴィヒ＝ホルシュタイン州とニーダーザクセン州に境を接する。近隣の都市としては、約80 km北のキール市、55 km北東のリューベック市、95 km南西のブレーメン市、95 km西のブレーマーハーフェン市、90 km東のシュヴェリン市などが挙げられる。
市域は、アルスター川東岸の旧市街と西岸の新市街、それらをとりまく地域からなる。旧市街は昔から商業地域の中心で、数多くの運河が流れている。町の景観の特色のひとつが運河にかかる橋で、アムステルダムとヴェネツィアをあわせたよりも多くの橋がある。そのほかの名所としては、港にかかる長いつり橋ケールブラント橋や、アルスター川をせきとめてつくった内アルスター湖と外アルスター湖、現在では旧市街を囲む公園・遊歩道となっている古い市壁跡地があげられる。また、ナイト・クラブが並ぶレーパーバーンは歓楽街として有名である。
なお、市の中心部とは約100 km離れ、ブレーマーハーフェン以北約40 kmのエルベ川河口付近のワッデン海（北海）の島嶼および干潟の一部は同市の飛地である。一帯はゼニガタアザラシ、ハイイロアザラシおよび多くの鳥類と魚類の生息地であり、1990年にラムサール条約登録地、1992年にユネスコの生物圏保護区に指定された。

### 行政区画

市の区域

ハンブルク市は、区役所 (Bezirgsamt) と区議会 (Bezirksversammlung) を備えた7つの特別区（Bezirk）に分かれる。どの区域も、市街地と郊外及び州境が含まれるように構成されている。
市全域で、104の町区 (Stadtteil) に分かれ、各町区も多くの地域 (Ortteil) に分かれているが、2006年以降、地区事務所が廃止され、単なる地理的・統計的な区分けとなった。
1. アルトナ区 (Altona)
2. ベルゲドルフ区（ドイツ語版） (Bergedorf)
3. アイムスビュッテル区（ドイツ語版） (Eimsbüttel)
4. ミッテ区 (ハンブルク)（ドイツ語版） (Hamburg-Mitte)
5. ノルト区 (ハンブルク)（ドイツ語版） (Hamburg-Nord)
6. ハールブルク区（ドイツ語版） (Harburg)
7. ヴァンツベック区（ドイツ語版） (Wandsbek)

### 気候
| ハンブルク (1991-2020)の気候 | ハンブルク (1991-2020)の気候 | ハンブルク (1991-2020)の気候 | ハンブルク (1991-2020)の気候 | ハンブルク (1991-2020)の気候 | ハンブルク (1991-2020)の気候 | ハンブルク (1991-2020)の気候 | ハンブルク (1991-2020)の気候 | ハンブルク (1991-2020)の気候 | ハンブルク (1991-2020)の気候 | ハンブルク (1991-2020)の気候 | ハンブルク (1991-2020)の気候 | ハンブルク (1991-2020)の気候 | ハンブルク (1991-2020)の気候 |
| 月                           | 1月                          | 2月                          | 3月                          | 4月                          | 5月                          | 6月                          | 7月                          | 8月                          | 9月                          | 10月                         | 11月                         | 12月                         | 年                           |
| ---------------------------- | ---------------------------- | ---------------------------- | ---------------------------- | ---------------------------- | ---------------------------- | ---------------------------- | ---------------------------- | ---------------------------- | ---------------------------- | ---------------------------- | ---------------------------- | ---------------------------- | ---------------------------- |
| 最高気温記録 °C （°F）       | 14.3 (57.7)                  | 17.4 (63.3)                  | 23.0 (73.4)                  | 29.7 (85.5)                  | 33.5 (92.3)                  | 34.8 (94.6)                  | 36.9 (98.4)                  | 37.3 (99.1)                  | 32.3 (90.1)                  | 27.1 (80.8)                  | 20.2 (68.4)                  | 15.7 (60.3)                  | 37.3 (99.1)                  |
| 平均最高気温 °C （°F）       | 4.2 (39.6)                   | 5.2 (41.4)                   | 8.7 (47.7)                   | 13.9 (57)                    | 18.0 (64.4)                  | 20.9 (69.6)                  | 23.2 (73.8)                  | 23.0 (73.4)                  | 18.8 (65.8)                  | 13.6 (56.5)                  | 8.2 (46.8)                   | 5.0 (41)                     | 13.6 (56.5)                  |
| 日平均気温 °C （°F）         | 2.1 (35.8)                   | 2.4 (36.3)                   | 4.9 (40.8)                   | 9.1 (48.4)                   | 13.0 (55.4)                  | 16.0 (60.8)                  | 18.3 (64.9)                  | 18.0 (64.4)                  | 14.4 (57.9)                  | 10.0 (50)                    | 5.7 (42.3)                   | 2.9 (37.2)                   | 9.7 (49.5)                   |
| 平均最低気温 °C （°F）       | −0.5 (31.1)                  | −0.5 (31.1)                  | 1.1 (34)                     | 4.0 (39.2)                   | 7.6 (45.7)                   | 10.8 (51.4)                  | 13.3 (55.9)                  | 13.1 (55.6)                  | 10.1 (50.2)                  | 6.3 (43.3)                   | 2.9 (37.2)                   | 0.4 (32.7)                   | 5.7 (42.3)                   |
| 最低気温記録 °C （°F）       | −22.8 (−9)                   | −29.1 (−20.4)                | −15.3 (4.5)                  | −7.1 (19.2)                  | −5.0 (23)                    | 0.6 (33.1)                   | 3.4 (38.1)                   | 1.8 (35.2)                   | −1.2 (29.8)                  | −7.1 (19.2)                  | −15.4 (4.3)                  | −18.5 (−1.3)                 | −29.1 (−20.4)                |
| 降水量 mm （inch）           | 67.0 (2.638)                 | 55.0 (2.165)                 | 57.0 (2.244)                 | 39.0 (1.535)                 | 58.0 (2.283)                 | 74.0 (2.913)                 | 82.0 (3.228)                 | 78.0 (3.071)                 | 65.0 (2.559)                 | 63.0 (2.48)                  | 61.0 (2.402)                 | 73.0 (2.874)                 | 772.0 (30.394)               |
| 出典：Wetter Hamburg         |                              |                              |                              |                              |                              |                              |                              |                              |                              |                              |                              |                              |                              |

## 歴史

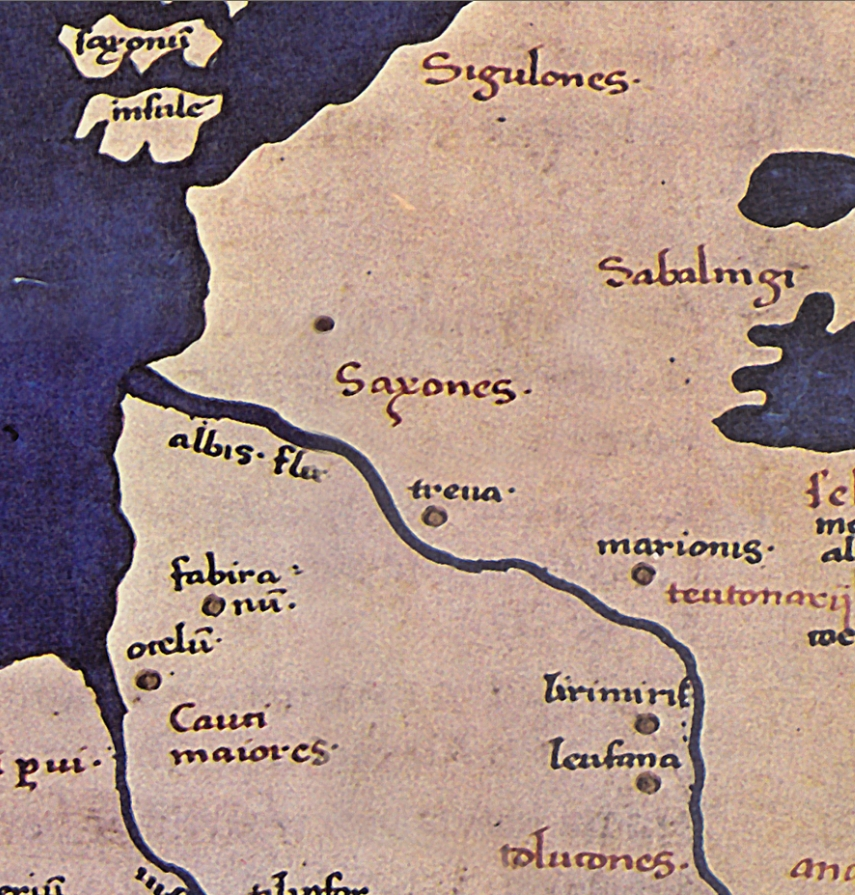
2世紀の学者プトレマイオスが著した『地理学』の15世紀写本より、Treva と書かれた部分が現在のハンブルクである

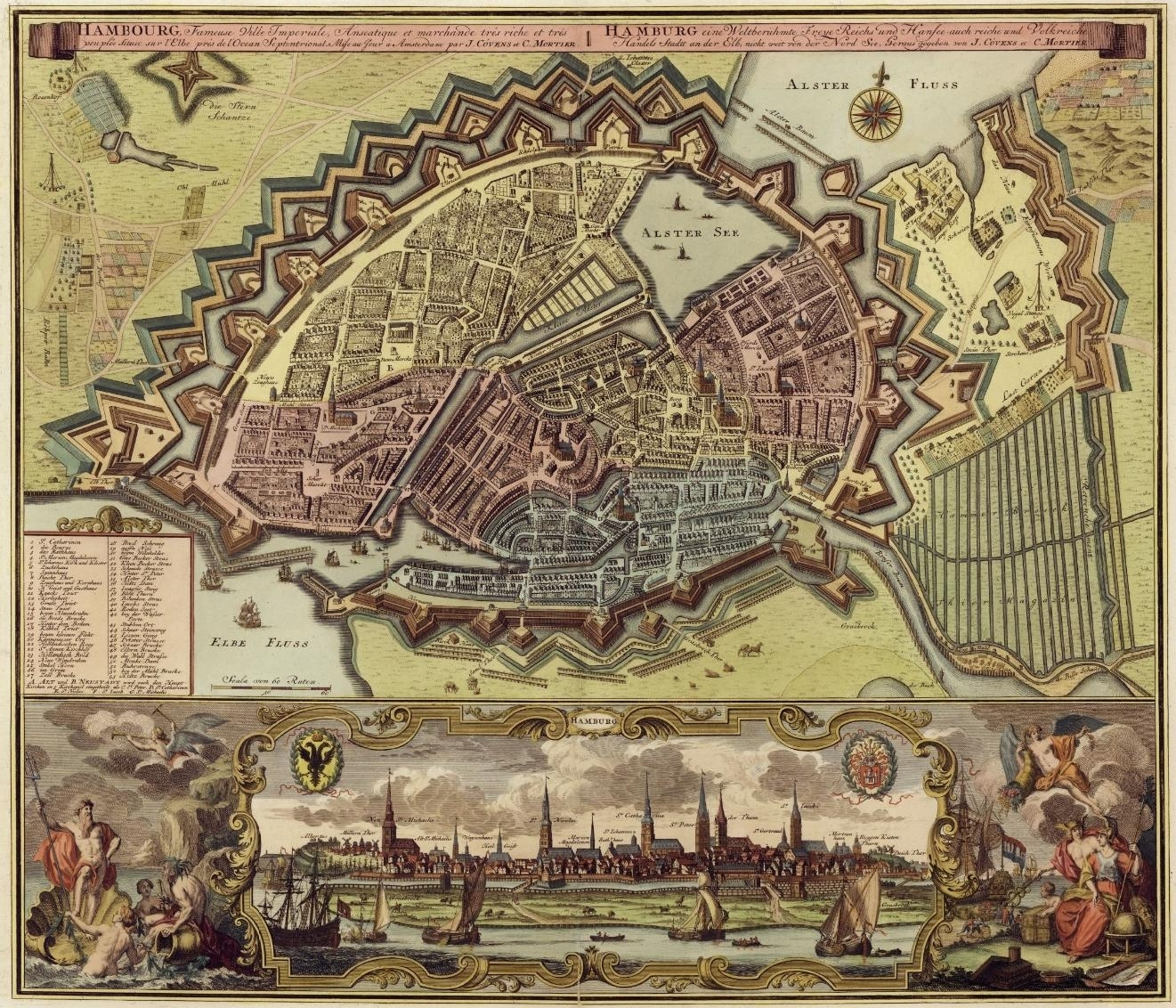
1730年のハンブルクの様子

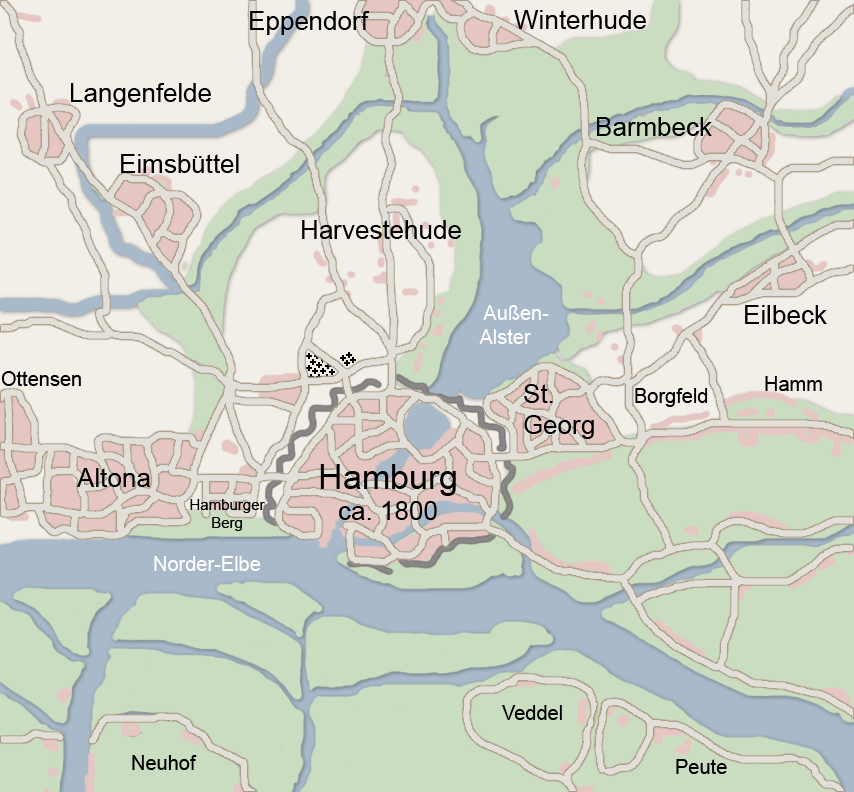
1800年のハンブルク

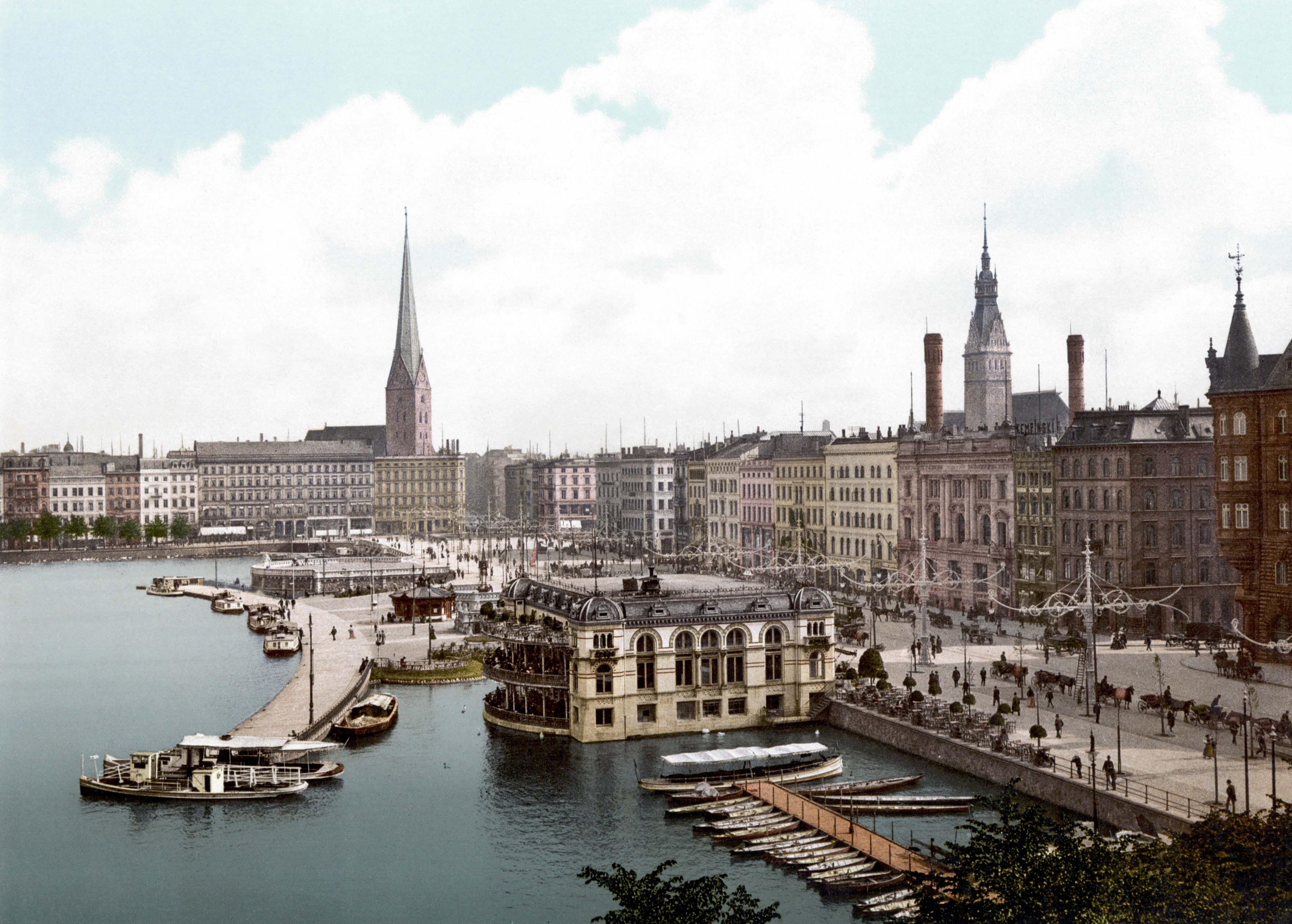
1890 - 1900年のハンブルク

### 古代
石器時代の石器が発見されていることから、石器時代にも人間が住んでいたことがわかっている。紀元前4世紀の巨石を使った墓なども現存している。ローマ人は、このあたりの場所をTrevaと呼んでいた。ローマの金貨が出土していることから貿易も行われていたようである。ローマ側の記録では琥珀の輸送に使われていたとされる。

### 中世
この地の古い部分には、スラブ人が居住していたと思われる。
カール大帝は804年に国王荘館（Königshof）を置き、811年に洗礼教会（Taufkirche）をアルスター川（die Alster）のエルベ川に合流する地点の近くに建設する指示を下したと推測される。825年頃ルートヴィヒ1世（敬虔王）は「ハンマブルク城砦」（Kastell Hammaburg）を築かせる。831年アンスガル（Ansgar）がこの地の大司教に叙任される。
教会建設と結びついた集落（旧市区）は845年、デーン人の襲来により破壊され、848年には大司教座がブレーメンに移される。983年にはスラブ人との戦争により再びこの街は破壊される。1066年と1072年にもスラブ人に襲われている。12世紀の新市区の建設がハンブルクの歴史の転機となる。1188年 ホルシュタイン伯アドルフ3世（Graf Adolf III. von Holstein）はミニステリアーレのヴィーラト・フォン・ボイツェンブルク（Wirad von Boizenburg）をリーダーとする人々に入植権を与える。新規入植者は税金を支払うことなく割り当てられた土地を所有することが許されるものだった。1189年5月7日アドルフは神聖ローマ皇帝フリードリヒ1世から、旧市区と新市区の両集落に対する特権状を獲得する。これは、住民にエルベ川下流での無関税船舶運航を保証するものだった。
1201年、ハンブルクはホルシュタインと一緒にデンマーク領になる（26年間にわたる）。1216年、旧市区と新市区は合併する。1228年、ブレーメン大司教は旧市区に対して保有していた都市君主としての権利をホルシュタイン伯に譲渡する。司教座教会参事会の不入地域（der Immunitätsbezirk des Domstifts）は統合市域（Stätische Integration）から長い間除外されたままになり、それがために14世紀に市民側と激しい抗争を引き起こすことになった。この頃ハンブルクは一大貿易港へと急速に発展する。市長を置き、参事会を設置するなど都市君主からの自由度を高めてゆき、ツンフトが形成される。参事会会員は世襲の都市貴族に限られなかったので、社会的上下間の流動性が見られた。
また、関税特権、経済特権を獲得したことで交易都市としての発展が進み、1241年にリューベックと、1249年にブレーメンと防衛同盟をむすんだ。同年、シャウエンブルク伯爵より完全な自治を許され、貨幣製造権も与えられる。このことがやがてハンザ同盟の成立へとつながっていく。たかだか同盟のビール生産地にすぎなかったハンブルクは、リューベックが衰えるのと反対に繁栄し富裕な有力都市のひとつとなった。
14世紀以降、北オランダと北ドイツの諸都市では市場向けビールが大量に生産されたが、その「代表は北ドイツのハンブルクだった。1376年にハンブルクで営業していた商工業者1075名のうち、ビール醸造職人は実に456名を占め、1369年のハンブルクのビール総生産高は17万樽に上った。1411年のブリュージュの課税記録によれば、オランダ産のビールと蜂蜜酒5500樽に対して、ハンブルク産のビールは5万1000樽の多きに及んでいる」。
1376年、ハンブルクのビール醸造職人数は上記のとおりであるが、他の職種について言えば、178人が独立遠隔地商人（84人のフランドル渡航者+35人のイングランド渡航者+40人のリューベック渡航者）、19人が織物商、31人が小売商（21人の雑貨商+10人の行商人）、残りが各種手工業者（鋳物工、金細工師、皮なめし工など）であった。なお、当市での手工業者組合の結成は早く、1152年ハインリヒ獅子公により生地屋に対してその許可が与えられている。ハンブルクには、異なった職業を営む者が構成する兄弟団もあった。大聖堂の聖母マリア兄弟団は漁師、小売商、行商人によって構成され、仕事上の関係だけでなく聖ヨブ病院を維持することも兄弟団の目的であったし、ハルフェステフェーデにある修道院のヨハネス兄弟団には、仕立て屋、桶屋、屠殺人のほか、市参事会員などの商人層も多く加わっており、その目的は同地の修道女の生活に必要な物資を届けることであった。
14世紀、北海での海賊との戦闘において名声を挙げ、ハンザ同盟の同盟結成当初からのメンバーとして北海とバルト海地域の間の最重要積み替え地となった。1400年頃、市の人口は約8000人であったが、1430年頃には約16000人になっている。1510年頃にはじめて出版されたドイツの民衆本『ティル・オイレンシュピーゲルの愉快ないたずら』の第74話は、主人公が、理髪店に雇われたものの例によっていたずらをしたせいで店から追い出される笑話だが、その町が当地とされている。
ジギスムント（ 神聖ローマ皇帝）の治下、市は初めて「帝国直属」（reichsunmittelbar）とされ、1510年のアウクスブルク帝国会議において「ニーダーザクセン帝国クライスの帝国都市」（Reichsstadt im niedersächsischen Reichskreis）とされ、1618年には帝室裁判所（Reichskammergericht）もハンブルクの独立を確認している。
- 1529年には宗教改革をうけいれ、ルター派やカルバン派の避難場所となった。
- 1558年、アントウェルペン取引所にならってハンブルク証券取引所（ドイツ語版）が設立され、そこでは植民地生産物だけでなく証券・保険に関する取引も集中処理された[21]。

その後、三十年戦争によりハンブルクの商業は大打撃をこうむった。もっとも、市域は強固な防御施設に守られ、戦争の被害は被らなかった。しかし、フランスでフォンテーヌブローの勅令が出て逃げてきたユグノーが、当時において先進的な工業技術と潤沢な資金により復興させた。

### 近世
- 1709年からアメリカへの移住が始まった。
- 1720年、ユグノーに厚いプロイセン王国がオランダへ黄金海岸を売却した。このころよりサンクトペテルブルクの開発が進み、それに呼応してロシア帝国に干渉しオスマン帝国を攻撃するための、政治・経済・軍事拠点としてハンブルクは活躍するようになった。
- 1810年、ハンブルクはナポレオン1世の軍隊に占領された。しかし、ナポレオンの没落後ふたたび自由都市となり、1815年にドイツ連邦に加盟した。このころにスペイン・ポルトガルから独立していたラテンアメリカ諸国が欧州との貿易を望み、ハンブルクは旧来の取引関係をさらに拡充する機会として積極的に応じた。
- 1842年に4日間にわたる火災で市街地は被害をうけた（ハンブルク大火）。

### 近代
- 1871年のドイツ帝国成立の際、ハンブルクはどこの州にも属さず独立を維持した。
- 1892年にはコレラの流行で8605人もの死者が出た。このときプロイセン王国に属するアルトナ市は、市街地をハンブルクに隣接させていたが、水道を濾過する設備を整えており、コレラの侵入を全く阻んで瘴気説の終焉をもたらした[22]。

### 近現代
- 1918年11月のハンブルクの人民蜂起はドイツ帝国崩壊の先触れとなり、短期間ではあるが、社会主義のレーテ共和国が樹立された。
- 第二次世界大戦では潜水艦基地がおかれ[注釈 1]、連合国軍のハンブルク空襲により多くの市民が命を奪われた。1946年、マックス・ブラウアー（英語版）が戦後初の市長となった。1949年にドイツ連邦共和国（西ドイツ）が成立し、ドイツ通信社が発足した。

### 現代
- 2007年10日、ハンブルク市内でドイツ社会民主党（SPD）全国大会が開かれ、ベルリン綱領（1989年）に代わる党綱領「ハンブルク綱領」を採択した。
- 2017年7月7日-8日、ハンブルク市内で第12回G20首脳会議が行われた。

会議に合わせて7月6日より市内で大規模デモ行進が行われ少なくとも1万3,000人が参加。一部は暴徒化し、警官75人が負傷した。

## 人口統計
現在ハンブルクの人口はおよそ186万人でベルリンに続くドイツで2番目に大きい都市である。ハンブルク港の影響でハンブルクは国際的な都市になった。ハンブルクは大きなポルトガル人コミュニティがあり、およそ11,000人が住み、ドイツの中でも一番多い。ハンブルク港の近くにはポルトガル人街があり、ポルトガルのレストラン、カフェや機関がある。アフガン人のコミュニティも多く、およそ25,000人でヨーロッパの中でも一番多い。ハンブルクにはアフリカ系のコミュニティも多くおよそ70,000人のアフリカ系市民が住んでいる。ハンブルクは1893年に50万を超え、1919年に100万、1963年に185万を超えた。ハンブルクは欧州連合で7番目に大きな都市で、その中でも首都以外では1番目に大きな都市である。

## 政治

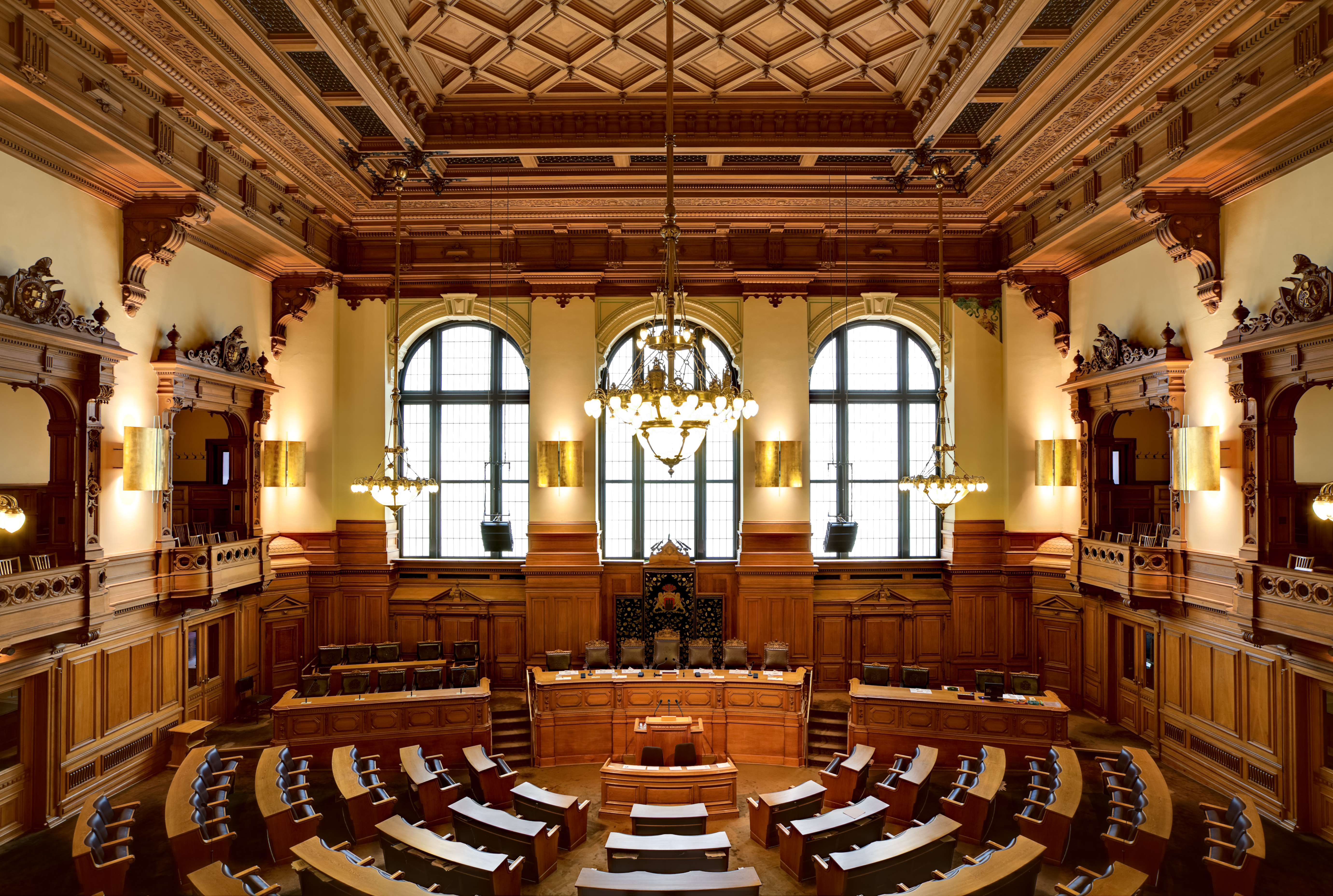
ハンブルク市議会の議場

ハンブルク市議会の勢力図（2021年現在）

現在も市民にはプロテスタントが多く、政治的には中道左派のドイツ社会民主党 (SPD) が長期間市政を担うなど、南ドイツ第一の都市・ミュンヘン市とはサッカーに限らずあらゆる点で対照的である（ミュンヘンを州都とするバイエルン州はカトリックの地盤で保守政党のキリスト教社会同盟 (CSU) の勢力が強い）。

### 市長
行政権は参事会にあり、市議会が議会定数の過半数で選出した「第一市長」（Erster Bürgermeister）が、議会の同意のもとに「第二市長」(副市長)ほか参事会員を選任して、参事会を組織する。2011年からSPD党首代行で弁護士のオラフ・ショルツが市長を務めていたが、2018年3月にメルケル連立政権の連邦副首相として入閣したため、同月28日以降は、SPDで医師のペーター・チェンチャーが市長となった。

### 議会
ハンブルク市議会の定数は123。2020年2月23日に行われた選挙での、各党の「得票率／獲得議席数(前回2015年選挙からの増減)／議席占有率」は以下の通りである。
- ドイツ社会民主党 (SPD)　39.2%／54議席(-4)／43.9%
- 同盟90/緑の党 (GRÜNE)　24.2%／33議席(+18)／26.8%
- ドイツキリスト教民主同盟 (CDU)　11.2%／15議席(-5)／12.2%
- 左翼党 (Linke)　9.1%／13議席(+2)／10.6%
- ドイツのための選択肢 (AfD)　5.3%／7議席(-1)／5.7%
- 自由民主党 (FDP)　4.9%／1議席(-8)／0.8%

2020年の市議会議員選挙では、前回2015年選挙以降、SPDとの連立与党の座にある同盟90/緑の党が15議席から33議席へと躍進を遂げた。国政与党のCDUは、前々回2011年選挙以降の低落傾向に歯止めがかかっていない。右派AfDは2015年選挙で初めて議席を獲得、今回も1減ながら7議席を確保した。

### 在外公館
2025年時点で、100か国もの領事館などの在外公館が置かれており、世界有数の在外公館数となっている。
- 在ハンブルク日本国総領事館

## 経済

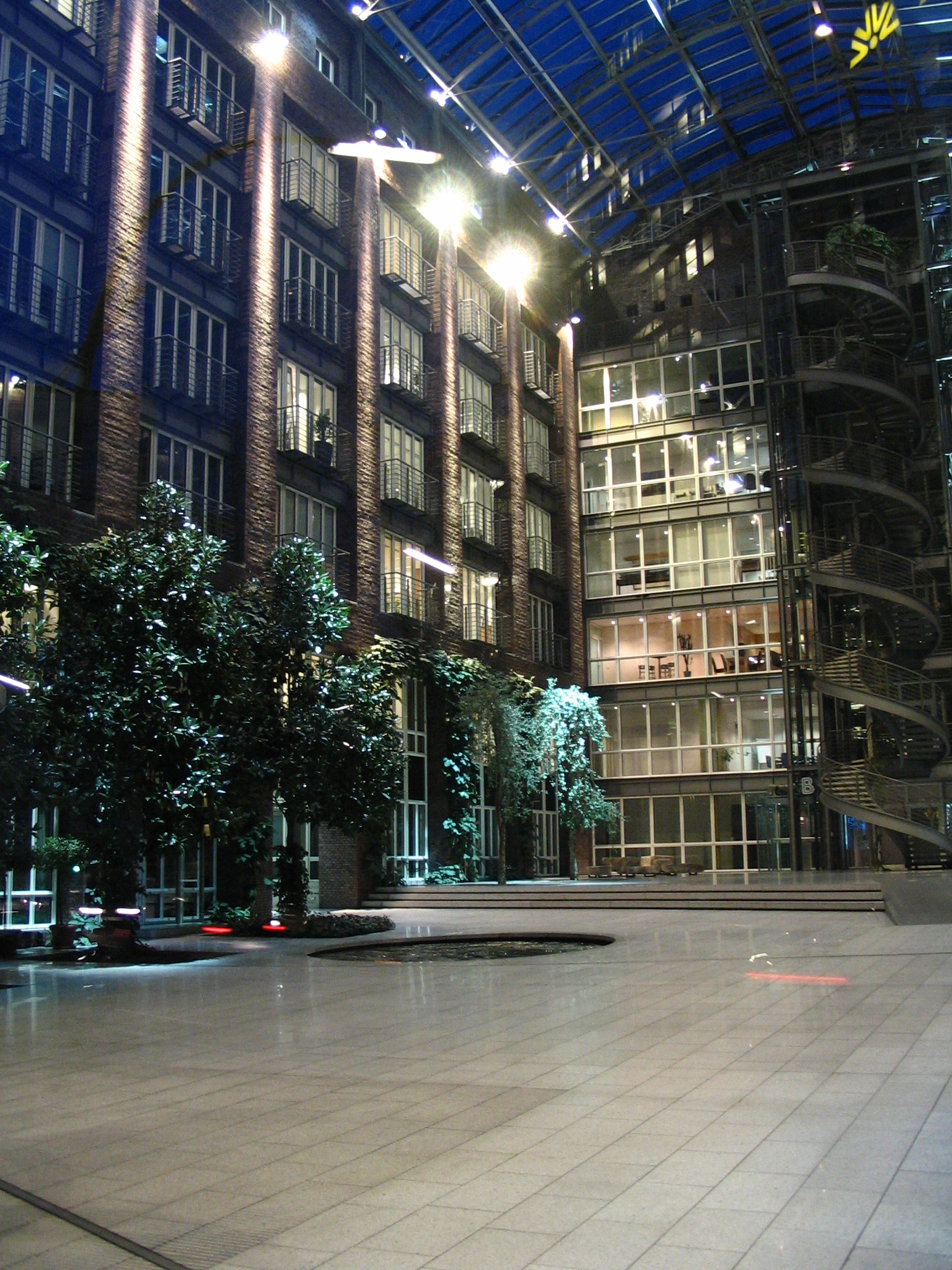
コメルツ銀行アトリウム

ブレーメン市と同様に、中世以来の自由都市としての地位を現代まで維持している。人口は、ベルリン特別市に次ぐ、ドイツ第2の都市である。大型クルーズ船の桟橋や文化・商業・居住機能をもつ臨港地域「ハーフェンシティ」の開発計画がすすめられている。

### 物流拠点
中世よりハンザ同盟の中心的役割を果たした都市の一つでもあり、エルベ川沿いの港湾商業都市として発展した。コンテナ貨物用の広大な施設をそなえ、造船と船舶修理用の大きなドックを持つ港は、ドイツ第一、欧州連合第二の港湾規模、大小約500の海運関係企業があるといわれている。鉄道と高速道路網によって中央ヨーロッパの諸都市とむすばれ、ドイツ最大の物流拠点となっている。購買力平価説に基づき、2020年のハンブルクの一人当たり実質国民総所得は91,074ドルと予測される。

### 金融センター
2020年、イギリスのシンクタンクによりハンブルクは世界29位の金融センターとして評価された。これはドイツ国内でフランクフルトに次ぐ。
- 1999年、ハンブルク証券取引所がハノーファー・ニーダーザクセン取引所と合併した[29]。
- 2000年、ハンブルク空港にアヴィ・アライアンスが参入した（49％）。

### 拠点を置く企業
近年ハンブルクは産業構造改革の一環として技術集約産業の誘致に熱心で、多くの多国籍企業が拠点をおいている。エアバス社が専用滑走路をもつドイツ最大の工場を置いている他、ハンブルク空港にはルフトハンザ・テクニック社がある。また、モンブランや日本名ニベア花王で知られるバイヤースドルフの本拠地でもある。

## 交通

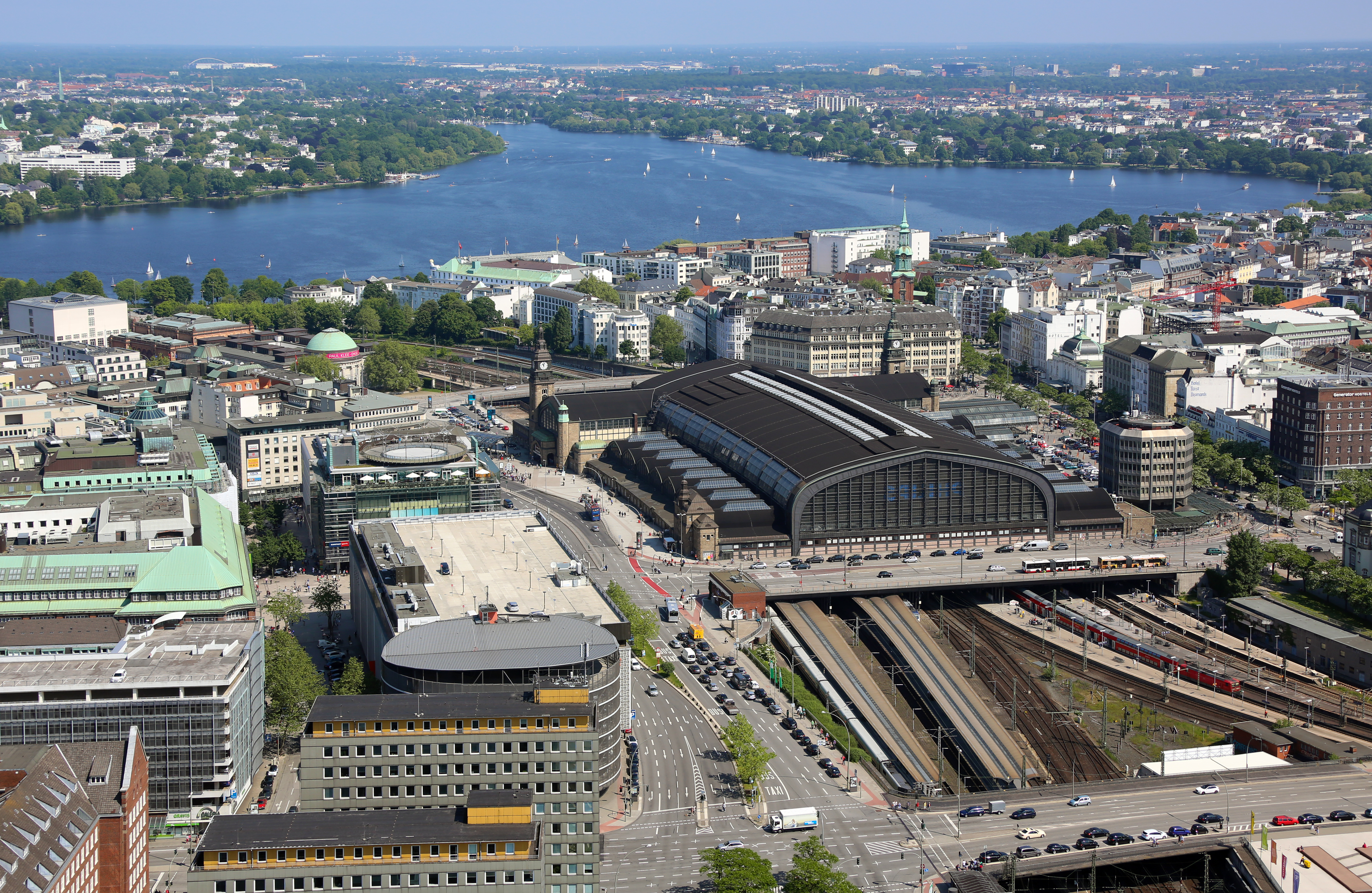
ハンブルク中央駅

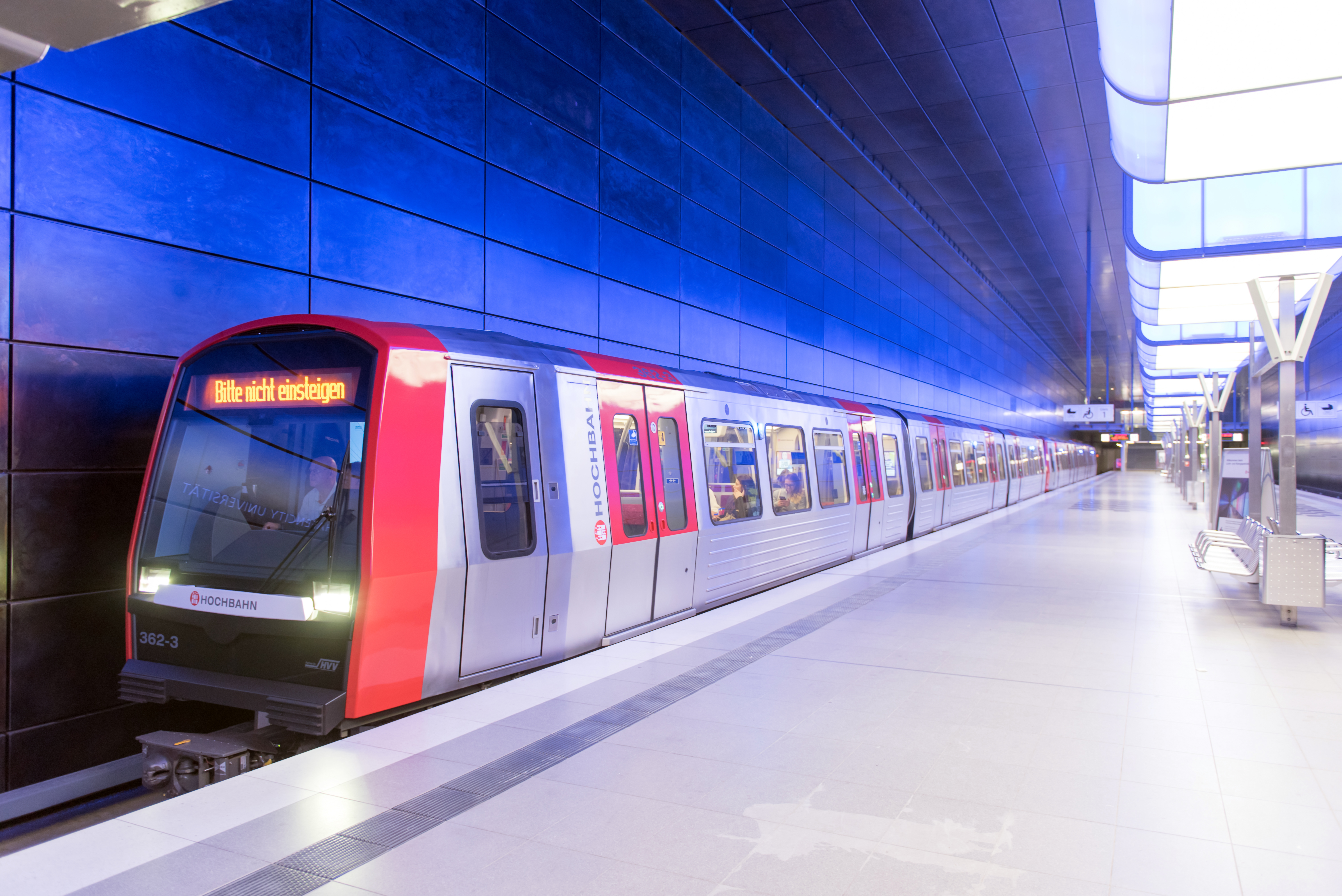
ハンブルク地下鉄

### 空港
ハンブルク空港は、年間1730万人（2017年）の利用者を抱える国際空港で、ドイツでは5番目の規模である。ドイツの各都市をはじめ、ロンドン、パルマ・デ・マヨルカ、ウィーン、アンタルヤ、モナスティルなど欧州・地中海沿岸の各主要都市および行楽地への便が就航する。
中心部から10 kmほど離れた市内北部のフースビュッテル（Fuhlsbüttel）地区に位置し、中央駅とはSバーン（S1線）で結ばれている。

### 鉄道

#### 長距離・地域間輸送
ハンブルクは北ドイツの鉄道ハブであるだけでなく、デンマークやスウェーデンなど、北欧へのゲートウェイとしても機能している。長距離列車（ICE・IC）が停車するドイツ鉄道（DB）の駅は以下の5つである。

##### ハンブルク中央駅
ドイツ最大、ヨーロッパではパリ北駅に次いで第2位の乗降客数を誇るターミナル駅。ドイツの幹線であるベルリン-ハンブルク線やハノーファー-ハンブルク線の終点。市内中心部に位置し、西には市庁舎に続く目抜き通り「メンケベルク通り」が通じ、東には移民街かつゲイ・タウンとして知られるザンクト・ゲオルク地区が広がる。

##### ハンブルク＝ダムトーア駅
市内中心部にほど近いアイムスビュッテル地区に位置する。ハンブルク・メッセやハンブルク大学の最寄り駅で、東に市内随一の公園「プランテン・ウン・ブローメン」、西にアルスター湖を望む。

##### ハンブルク＝アルトナ駅
西部の郊外地区アルトナに位置する頭端式の駅。中央駅ではなく当駅を終着駅とする列車も多い。

##### ハンブルク＝ハールブルク駅
南部の郊外地区ハールブルクに位置する。ブレーメンやクックスハーフェン方面からハンブルクへの玄関口となる。

##### ハンブルク＝ベルゲドルフ駅
東部の郊外地区ベルゲドルフに位置する。ベルリン、チェコ、バルト海方面からハンブルクへの玄関口となる。

#### 都市内輸送
上記の5駅および中心市街地のユンクフェルンシュティーク駅/市庁舎駅をハブ駅として、Sバーン（都市高速鉄道システム）とUバーン（地下鉄）がハンブルク市内および近郊地域を結んでいる。ハンブルクSバーンは4系統で144km、ハンブルクUバーンは4系統で106 kmの路線網を展開しており、さらに現在、新たに3路線（S4・S6・U5）の建設が進行中である。Uバーンは、全線の半分以上で地上を走ることから「Hochbahn（高架鉄道）」とよばれ、運営会社の名前もハンブルク高架鉄道（Hamburger Hochbahn）となっている。
ハンブルク都市圏内の鉄道、バス、船舶を含むあらゆる公共交通機関は、ハンブルク交通局（HVV）によって組織・管理されており、HVVはこの種の組織としては世界初である。
路面電車は1866年に開通したが、1978年に廃止された。

### 港湾
ハンブルク港はドイツ最大規模の港湾施設を備えている。

## 観光
欧州屈指の歓楽街を持つ。市の中央にアルスター湖があり、観光客も多い。観光では、最近はエリカ街道の起点にもなっている。

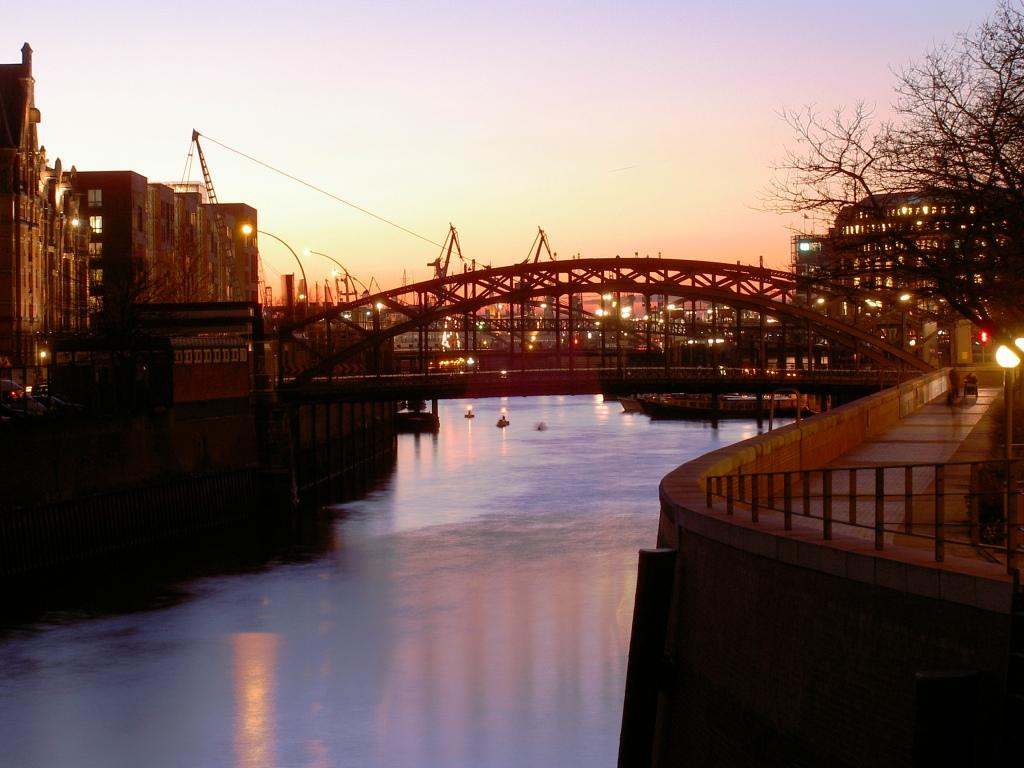
税関近くの運河

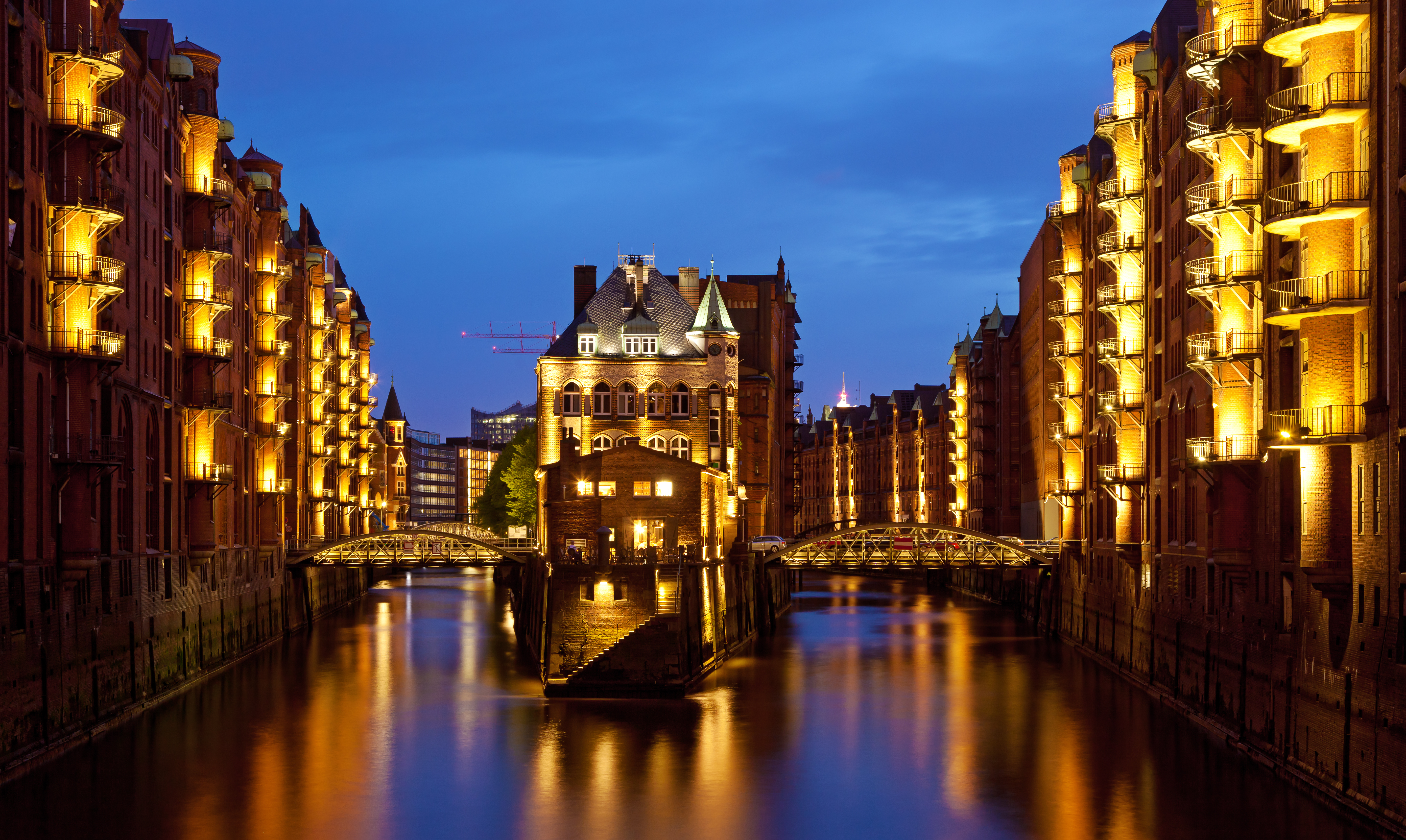
夜の倉庫街

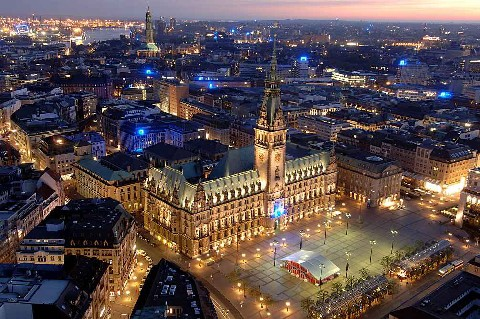
ハンブルク市庁舎

### 名所・旧跡
- アーレンスブルク城
- ベルゲドルフ城
- ラインベック城
- 旧商工組合福祉住宅
- ハインリヒ・ヘルツ塔
- 聖ミヒャエル教会（通称「ミヒェル」後期バロック様式）
- 聖ヤコビ教会
- 聖ペトリ教会
- ハンブルク市庁舎（英語版、ドイツ語版）
- 表現主義様式の建築群
- ハンブルク港

### 博物館・美術館・動物園

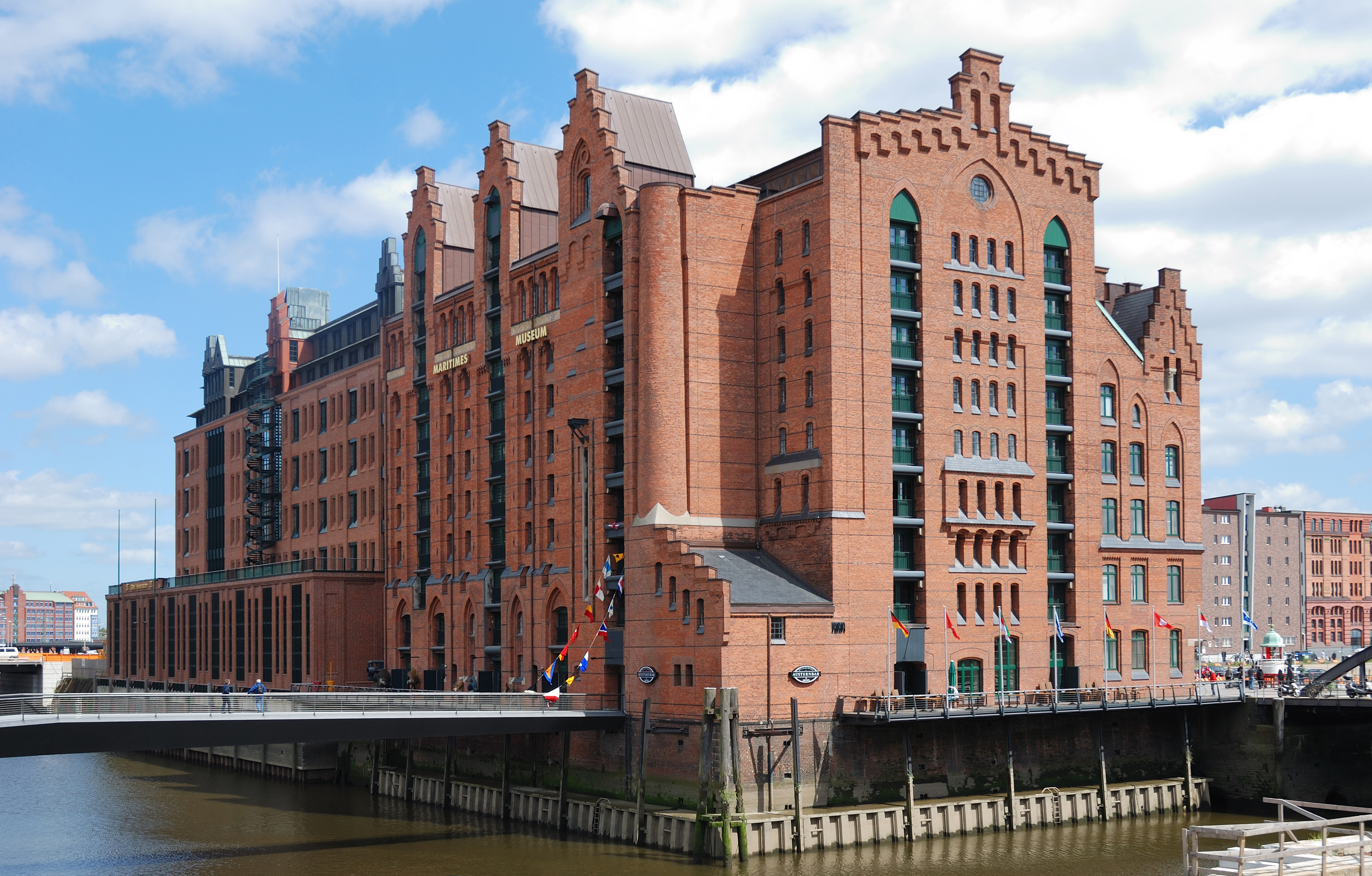
倉庫を活用したハンブルク国際海事博物館

- 船の博物館 リックマー・リックマース（英語版）
- Uボート博物館ハンブルク（英語版）（タンゴ型潜水艦の水上展示）
- ハンブルク国際海事博物館（英語版）
- ハンブルク歴史博物館（ドイツ語版）
- アルトナ博物館
- ワイン博物館
- 美術工芸博物館（ドイツ語版） - 創設者のユストゥス・ブリンクマン（ドイツ語版）は、ドイツに日本の工芸美術を紹介した最初の本と言われる著作もあり、同館には欧州で最高クラスの浮世絵コレクションも所蔵されている[32][33]。
- ハンブルク市立博物館
- ハーゲンベック動物園
- ハンブルク美術館（ハンブルク市立美術館とも。Hamburger Kunsthalle）
- エロティック・アート美術館（ドイツ語版）

### 劇場
- ハンブルク国立劇場
- 国立ドイツ劇場
- 国立タリア劇場（ハンブルク）（ドイツ語版）
- ライスハレ（旧ムジークハレ） - 2016年まで北ドイツ放送交響楽団の本拠となっていたコンサートホール

### 観光スポット
- ハンブルクの倉庫街とチリハウスを含む商館街（世界遺産）
  - 港湾の倉庫街（シュパイヒャーシュタット）
  - 商館街（コントーアハウス地区）
    - チリハウス
- アルスター湖
- アルスター・アルカーデ
- ユンクフェルンシュティーク
- ザンクト・パウリ
- フィッシュマルクト
- アルテポスト
- ウェルカムポイント（英語版）
- ミニチュアワンダーランド
- ダイヒトーアホール
- ブラームス記念館（ドイツ語版）
- HSHノードバンク・アレーナ - 2006年のドイツWC会場。
- ハンブルガーSV - ハンブルク特別市を本拠地とするサッカークラブチーム。

## 文化

### 音楽

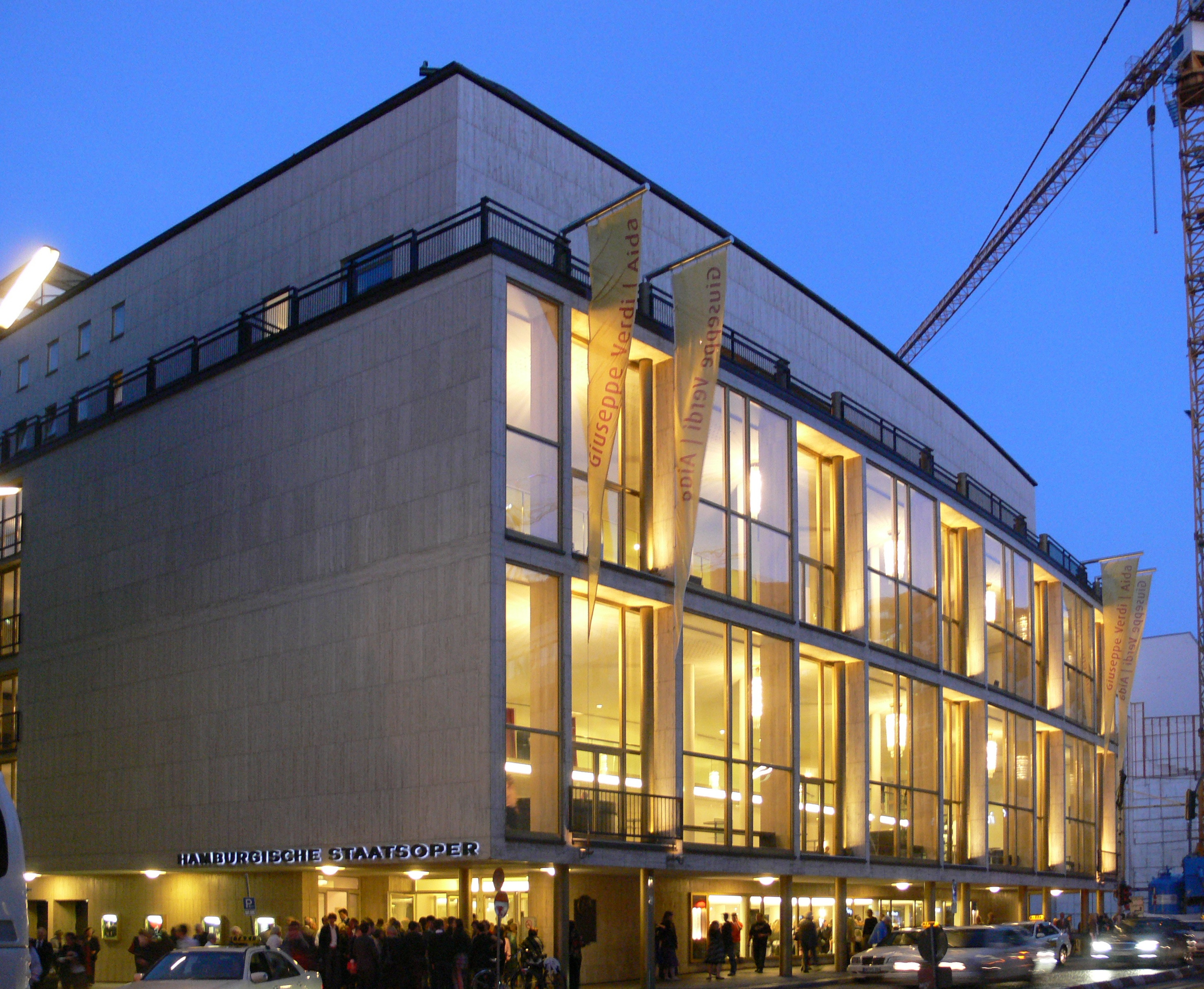
ハンブルク国立歌劇場

ハンブルク国立歌劇場（実際は市立だが、独立性の高い政府組織を持つ他の州立歌劇場と同様、一般にはハンブルク国立歌劇場と呼ばれる）はヨーロッパ屈指の長い歴史を有し、バロック音楽中期のイタリアオペラ全盛期であった1678年の初公演からドイツ語オペラ上演を盛んに行なっていた名門オペラハウスである。専属オーケストラはハンブルク・フィルハーモニカーの名でコンサートも行う。同歌劇場は1970年前後に北ドイツ放送と共同で質の高いオペラ映画を多数製作し、それらの一部は現在でもDVDなどで親しまれている。北ドイツ放送交響楽団は戦後創設の団体だが、創立者ハンス・シュミット・イッセルシュテット、ギュンター・ヴァントら名指揮者の薫陶を受けてドイツでも有数の地位を獲得、現在はNDRエルプフィルハーモニー管弦楽団と改称している。

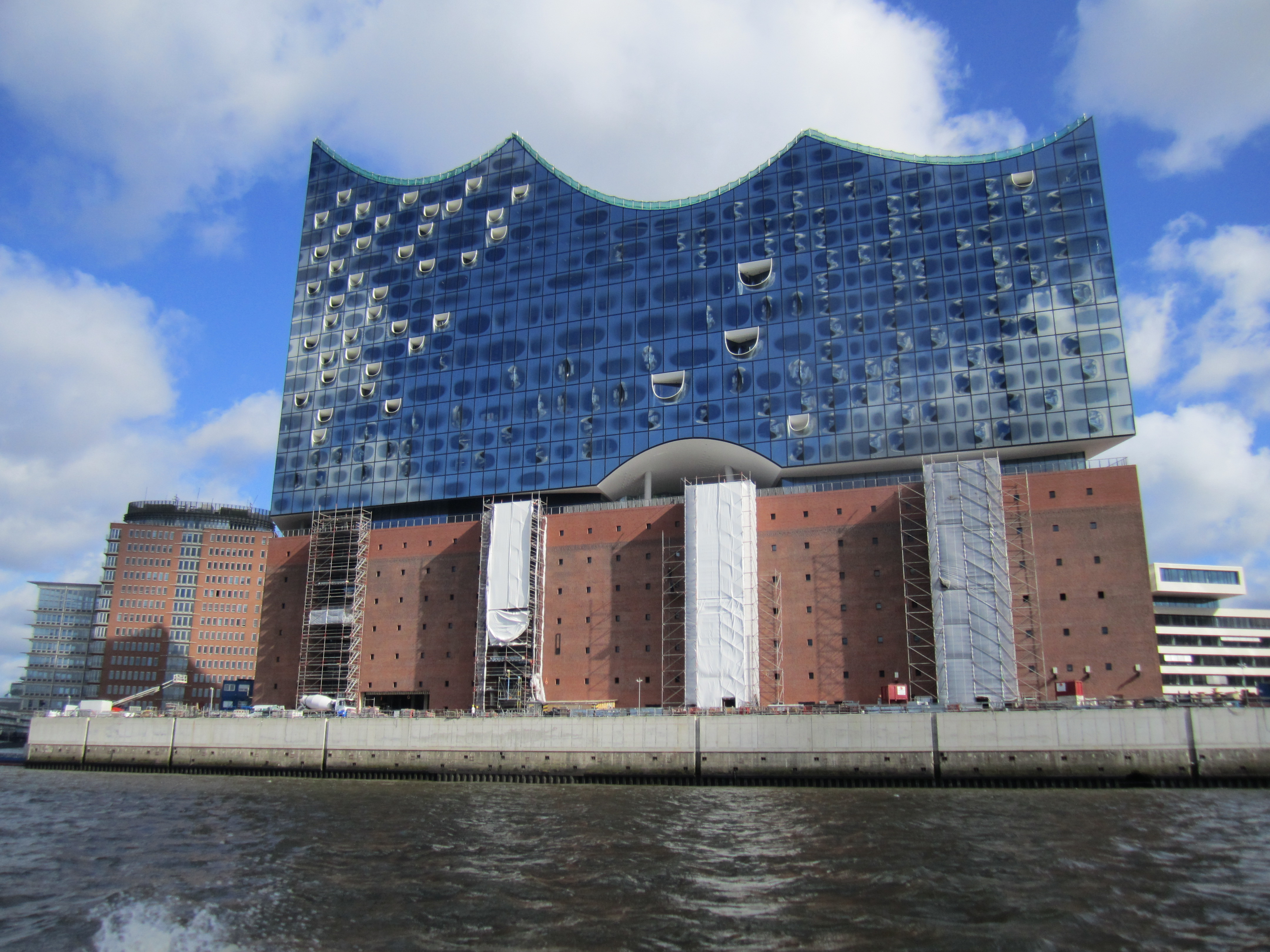
エルプフィルハーモニー

18世紀にはゲオルク・フィリップ・テレマン、カール・フィリップ・エマヌエル・バッハがハンブルク市音楽監督を勤めた。ロマン派時代の作曲家フェリックス・メンデルスゾーン、ヨハネス・ブラームスの生誕地でもあり、NDRエルプフィルハーモニー管弦楽団の本拠地でもある。2017年に新しいコンサートホール、エルプフィルハーモニーが開業した。ハンブルクはミュージカルの興行が盛んな街としても知られる。
ビートルズが下積み時代にハンブルクでリーゼントヘアで活動していたことでも知られ、その後、マッシュルームカットにイメージチェンジして英国でデビューした際、「ハンブルクから来た男たち」の触れ込みで売り出されたため、ドイツ人バンドと誤解されたというエピソードもある。ロンドンとは外国ながら北海を挟んで意外と密接な関係にあり、巨大イージー・リスニング・オーケーストラとして知られる101ストリングス・オーケストラ（当初ハンブルク、現在はロンドンが本拠）には両都市の主要オーケストラ団員が参加している。

### スポーツ

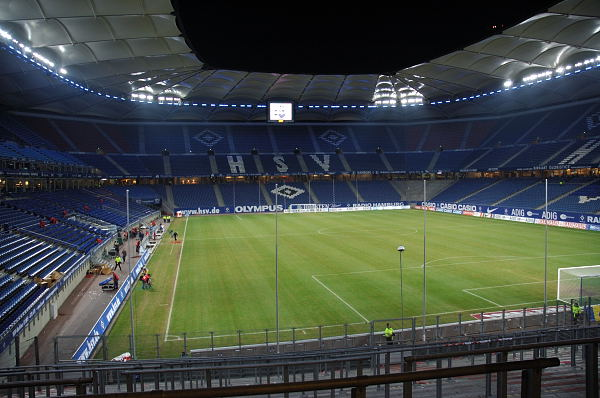
フォルクスパルクシュタディオン

- フォルクスパルクシュタディオンを本拠地とするハンブルガーSVが有名。
  - ハンブルク特別市を本拠地とするブンデスリーガ（2部）所属のプロサッカークラブ。近隣のブレーメン市に本拠地をおくヴェルダー・ブレーメンとの試合では、とりわけダービー戦のような盛り上がりをみせる。
- FCザンクトパウリ
  - このクラブもハンブルク特別市を本拠地としており、ブンデスリーガ（2部）に所属している。サポーターの層は、ザンクトパウリの方が庶民的かつ熱狂的でやや危険である。ホームスタジアムはミラントア・シュタディオン。
- 2006年にドイツ全域で開催されたFIFAワールドカップの開催都市の一つであり、シュタディオン・ハンブルク（AOLアレナ）にて試合が行われた。
- 自転車ロードレースとして最高峰カテゴリーとなるUCIワールドツアーの中の1レース「サイクラシックス・ハンブルク」が毎年夏に行われている。
- 世界トライアスロンシリーズはワールドトライアスロン主催の最高峰のシリーズ戦であり、毎年ハンブルク市街地をコースとして多くの観客が訪れる。2007年は、世界選手権が開催され、地元ドイツのダニエル・ウンガーが世界ランク1位のハビエル・ゴメスに大逆転勝利をおさめた。
- プロテニスドイツ国際オープンが開催されている。

### 料理
北海や川が近く魚介が豊富で、ヨーロッパウナギの燻製やアール・ズッペなどのうなぎ料理などがある。

## メディア
ARD加盟の公共放送局・北ドイツ放送（NDR）の本部がハンブルクに置かれている。また、ハンブルクは連邦を構成する州のひとつでもあるため、各州に拠点を置くもう1つの公共放送である第2ドイツテレビ（ZDF）も拠点を置いている。

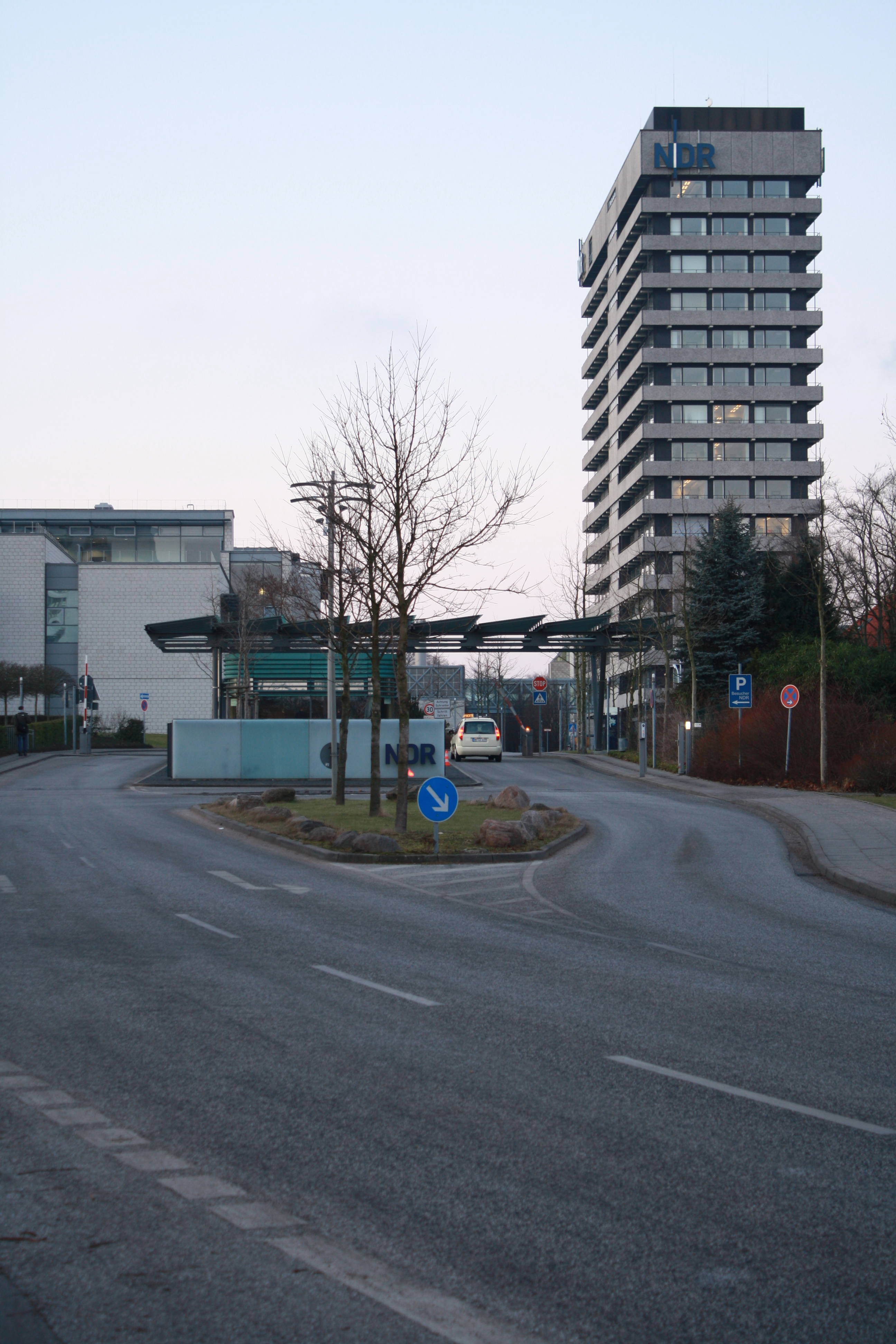
北ドイツ放送テレビスタジオ
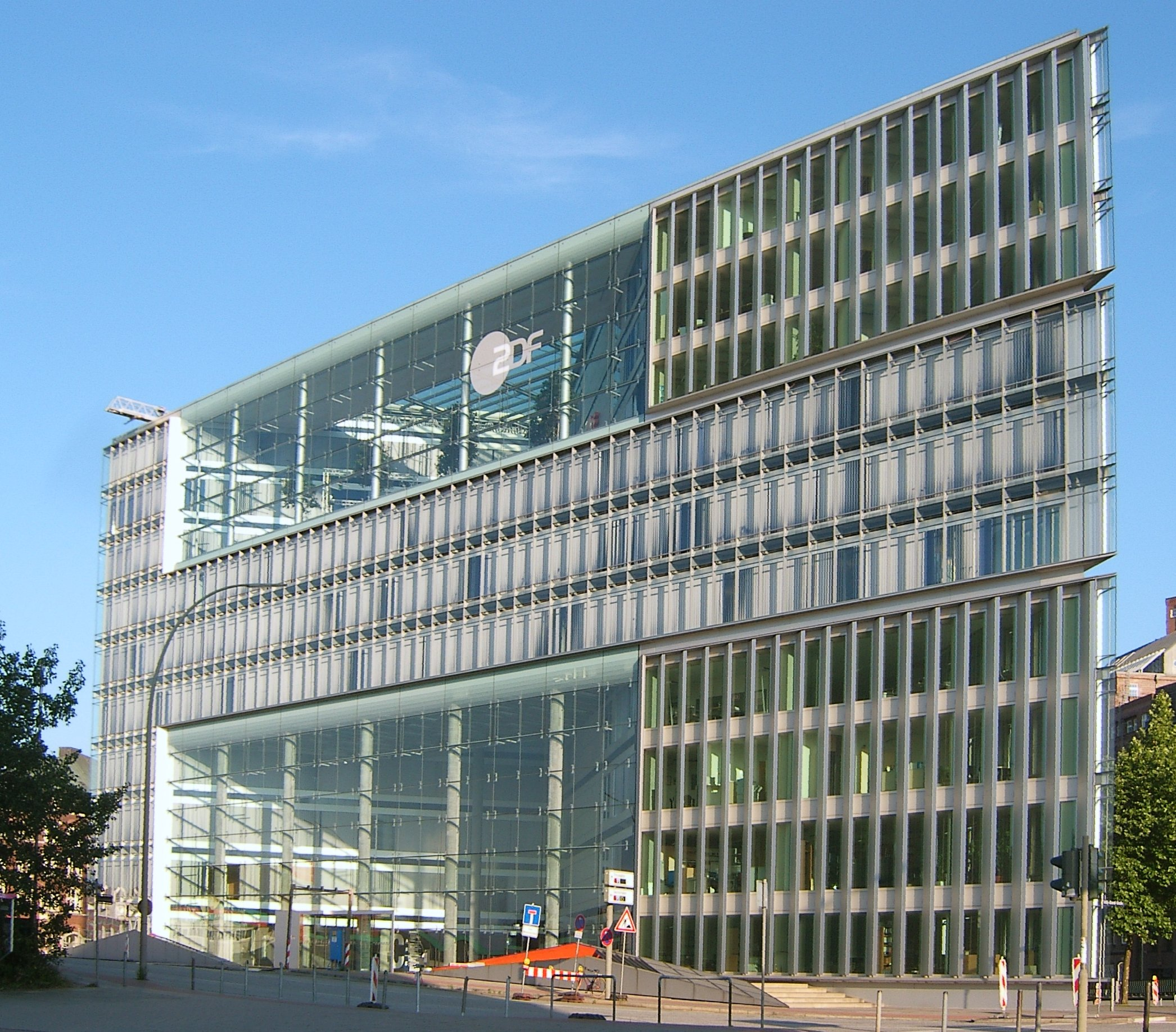
第2ドイツテレビ・ハンブルク支局

## 生活基盤

### 電力
ハンブルクは1998年に電力自由化をとげ、やがてバッテンフォールがハンブルク電力会社（HEW）を買収した。その後ヴァッテンファルは、市内で石炭火力発電所の建設計画を進めたが、地球温暖化の観点から市民の反対運動にあった。
訴訟なども経て、2008年にハンブルク市は建設を認めたが、市民はこれに納得せず、ヴァッテンファルへの不買運動を展開した。市がもつ公共空間利用権の付与権限が市民の強力な武器となった。
2011年にハンブルク市は、市が25％、ヴァッテンファルが75％を出資する共同会社の設立を提案し、配電事業の経営に市民の意向を反映させることを約束した。
しかし、これに満足しなかった市民は、あくまで100％の出資を主張し、2013年9月に住民投票に持ち込んだ。
その結果、僅差であったが市民の提案が支持され（50.9％）、市も100％の電力網公社の設立に同意した。
- 2014年、ハンブルク電力網公社（Stromnetz Hamburg）がバッテンフォールとE.ONから配電網を買い取り、配電事業を開始した[34][35]。
- 2014年、RWEの子会社（DEA AG）がアルファ・グループのL1に買収された。

ドイツ連邦は2011年8月に原子力法を改正し原発再稼動を禁じた。しかしRWEとE.ONとバッテンフォールは財産権の侵害を連邦憲法裁判所に提訴した。
前二社は残存発電電力量を事業者固有の財産と主張。バッテンフォールはドイツ政府の政策変更が「エネルギー憲章に関する条約」の定める「外国企業の財産権侵害」にあたるとして、投資紛争解決国際センターに調停を申し入れ、その上で連邦憲法裁判所へ提訴していた。
- 2016年12月6日、連邦憲法裁判所は政府の賠償責任を認めた。具体的な賠償額などは示していないが、電力会社が今後の訴訟や交渉で賠償請求するための根拠となる[37]。

## 出身関連著名人
ア行
- ファティ・アーキン - 映画監督
- イングリッド・アンドレ - 女優
- ヘルマン・アンブロジウス - 作曲家
- ヨハネス・ハンス・イェンゼン - 物理学者
- アビ・ヴァールブルク - 美術史家
- シュテファン・エッフェンベルク - サッカー選手
- ヨハン・フランツ・エンケ - 天文学者
- カール・フォン・オシエツキー - ジャーナリスト

カ行
- マイケル・キスク - ミュージシャン
- イヴァン・クラスニッチ - サッカー選手
- フリードリヒ・ゴットリープ・クロプシュトック - 詩人
- ヘルムート・グリーム - 俳優
- カール・ゴッチ - プロレスラー
- マルガレータ・コズーフ - バレーボール選手

サ行
- ダグラス・サーク - 映画監督
- ジェイムズ・ヘンリー・シュミッツ - 作家
- ヘルムート・シュミット - 第5代連邦首相
- マティアス・ヤーコプ・シュライデン - 植物学者、生物学者
- マルガレーテ・ズースマン - 作家

タ行
- ラルフ・ダーレンドルフ - 社会学者
- ロルフ・ダンネベルク - 陸上選手
- フェルディナント・ティエリオ - 作曲家
- クリスチャン・テツラフ - バイオリン奏者
- エルンスト・テールマン - 政治家

ナ行
- ハンス・エーリヒ・ノサック - 作家

ハ行
- カール・ハーゲンベック - 無柵放養式展示動物園の先駆者
- トミー・ハース - プロテニス選手
- ハインリヒ・ハイネ - 詩人
- タチアナ・パティッツ - モデル
- エルンスト・バルラハ - 彫刻家
- カイ・ハンセン - ミュージシャン
- ヴォルフ・ビーアマン - 詩人
- オリヴァー・ヒルシュビーゲル - 映画監督
- ヴォルフガング・ヒルデスハイマー - 作家
- パトリック・フェメルリンク - プロバスケットボール選手
- ユルゲン・フォーゲル - 俳優
- ヨハネス・ブラームス - 作曲家
- ジェイムス・フランク - 物理学者
- ウィリー・ブルメスター - ヴァイオリニスト
- アンドレアス・ブレーメ - サッカー選手
- ヒエロニムス・プレトリウス - 作曲家
- クリスチャン・アウグスト・フリードリヒ・ペーテルス - 天文学者
- ペーター・ベーレンス - 建築家、デザイナー
- エヴァ・ヘス - 彫刻家
- フリードリヒ・ヘッベル - 劇作家
- グスタフ・ヘルツ - 物理学者
- ハインリヒ・ヘルツ - 物理学者
- ゲルハルト・ヘルツベルク - 化学者
- ヤーコプ・ベルナイス - 古典言語学者
- ミヒャエル・ベルナイス - 文学史家
- ヨハン・ボーデ - 天文学者
- カレン・ホーナイ - 精神分析家
- ヴォルフガング・ボルヒェルト - 作家
- ワルデマル・ボンゼルス - 児童文学作家

マ行
- ヨハン・マッテゾン - 作曲家
- アンゲラ・メルケル - ドイツ初の女性の連邦首相
- ファニー・メンデルスゾーン - ピアニスト
- フェリックス・メンデルスゾーン - 作曲家

ヤ行
- ハンス・ヘニー・ヤーン - 作家

ラ行
- カール・ライネッケ - 作曲家
- ハンス・ライヘンバッハ - 科学哲学者
- カール・ラガーフェルド - ファッションデザイナー
- マチアス・ルスト - パイロット
- ハンス・アウグスト・レイ - 絵本作家
- ゴットホルト・エフライム・レッシング - 劇作家
- エーリヒ・レーダー - 軍人

## 対外関係

### 姉妹都市･提携都市
- サンクトペテルブルク（ロシア連邦）- 1957年
- マルセイユ（フランス共和国）- 1958年
- 上海（中華人民共和国）- 1986年
- ドレスデン（ドイツ連邦共和国）- 1987年
- レオン（ニカラグア共和国）- 1989年
- 大阪（日本国 近畿地方 大阪府）- 1989年
- プラハ（チェコ共和国）- 1990年
- シカゴ（アメリカ合衆国）- 1994年
- ダルエスサラーム（タンザニア連合共和国）- 2010年

### 姉妹港･提携港
- 横浜港（日本国 関東地方 神奈川県）- 1992年
- 高雄港（中華民国）- 2004年
- モンテビデオ港（ウルグアイ東方共和国）- 2006年